# Championnats du monde de four cross 2014
Navigation
2013 2015
Les championnats du monde de four cross 2014 sont la 13e édition de ces championnats, organisés par l'Union cycliste internationale (UCI) et décernant les titres mondiaux en four-cross.

## Podiums
| Épreuves | Or           | Argent          | Bronze           |
| -------- | ------------ | --------------- | ---------------- |
| Hommes   | Tomáš Slavík | Michael Měchura | Simon Waldburger |
| Femmes   | Katy Curd    | Anneke Beerten  | Steffi Marth     |

## Tableau des médailles
| Rang | Nation          | Or | Argent | Bronze | Total |
| ---- | --------------- | -- | ------ | ------ | ----- |
| 1    | Tchéquie        | 1  | 1      | 0      | 2     |
| 2    | Grande-Bretagne | 1  | 0      | 0      | 1     |
| 3    | Pays-Bas        | 0  | 1      | 0      | 1     |
| 4    | Allemagne       | 0  | 0      | 1      | 1     |
| 4    | Suisse          | 0  | 0      | 1      | 1     |
|      | TOTAL           | 2  | 2      | 2      | 6     |